# Cap de cancelleria
El cap de cancelleria és el funcionari d'una ambaixada o representació diplomàtica, encarregat de coordinar el seu funcionament operatiu i administratiu. Generalment acostuma a ser el titular de la secció política.